# 徳島新聞
徳島新聞（とくしましんぶん）は、徳島県の朝刊単独の県域新聞である。一般社団法人徳島新聞社が発行している。

## 概要
- 県内普及率は約59.94%（2021年4月時点）と、長年に渡って普及率全国一の座を守り続けている。
- 2020年4月より朝刊単独紙に移行した。
- 徳島マラソン、徳島駅伝、こども野球のつどい、徳島県サッカー少年団大会、はな・はるフェスタ、徳島ラーメン博覧会、おぎゃっと21など多くの徳島県内のイベントを主催。
- 徳島市阿波おどりを2017年まで徳島市観光協会と共催[3][4]。
- 徳島新聞カルチャーセンターを、本校（川内校）・そごう校・阿南アピカ校・鴨島セレブ校の4校で運営。
- オリジナルキャラクターは「とくちゃん」「しまちゃん」。
- 1面のコラムは「鳴潮（めいちょう）」。
- 最終面が広告になっている。
- 県内における通称は『とくしん』『徳新』。
- 購読者には第1･3木曜日に『さらら』を配布。
- 購読者には毎週日曜日に『阿波っ子タイムズ』を配布。
- かつて新聞休刊日は年間で5回と全国紙比較で少なかったが、現在では月1回（年12回）である[5]。
- ｢徳島新聞住宅総合展示場 松茂ハウジングパーク｣を運営。
- 2018年4月1日より5年間、阿波おどり会館並びに眉山ロープウェイの指定管理を行う共同事業体の一社であった。
- 発行部数は17万4302部（2022年下半期時点）[6]。

## 沿革
- 1876年4月21日 - 益田永武らにより『普通新聞』創刊[7]
- 1888年 - 石田真二により『徳島新報』創刊
- 1889年 - 『普通新聞』が『徳島日日新聞』に改題
- 1898年 - 首藤貞吉により『徳島毎日新聞』創刊
- 1904年 - 『徳島日日新聞』と『徳島新報』が合併し『徳島日日新報』となる
- 1941年 - 新聞統制（新聞統合、1県1紙制）により「徳島日日新報社」と「徳島毎日社」が統合し「株式会社徳島新聞社」が発足、12月15日付夕刊より『徳島新聞』を発行
- 1944年6月 - 「株式会社徳島新聞社」が「社団法人徳島新聞社」に改組。第1号発刊。4ページ建て3万8000部
- 1945年7月4日 - 徳島大空襲により社屋焼失。その日の新聞は休むが、翌5日付から発行
- 1946年7月 - 『徳島こども新聞』創刊（1951年廃刊）
- 1948年
  - 5月 - 徳島市幸町の旧社屋跡地に新社屋落成。大阪支社開設
  - 10月 - 社是「われらの信条」制定、朝刊で発表
- 1949年10月 - 独立夕刊紙『徳島夕刊』創刊（翌年廃刊）
- 1953年3月 - 戦時統制の一つである 供販制から専売制へ移行
- 1954年
  - 3月 - セット夕刊発刊。朝刊とのセット購読者宅へ3万6000部を配達
  - 10月 - 徳島民報を吸収合併（朝刊10万部突破）
- 1955年4月 - 高松支社開設
- 1957年10月 - 東京・銀座7丁目に自社ビル東京支社落成
- 1962年4月 - 徳島市幸町の旧社屋跡地に新聞放送会館落成
- 1967年
  - 4月 - 紙面カラー化（多色刷装置導入）
  - 12月 - 朝刊13万部突破。県内世帯普及率（当時67.26%）が日本一に
- 1974年3月 - 版を鉛版から合成樹脂版に切り替え
- 1980年1月 - 朝刊20万部突破（県内世帯普及率86.1%）
- 1985年3月 - 徳島市中徳島町の現社屋「新聞放送会館」が完成し、本社移転。新社屋にオフセット式の新聞印刷輪転機を導入。フィルム製版となり、版は合成樹脂版からアルミ製の平版（PS版）に切り替え。徳島新聞オリジナル情報処理システム（愛称・TOPICS）が始動し、鉛活字と手作業の新聞製作からコンピューター電子組版システム（CTS）へ朝・夕刊とも全面移行
- 1993年
  - 5月 - 記者ワープロシステム導入
  - 9月 - 新画像システム稼働。文字と写真が同時にコンピューター処理され速報性アップ
- 1994年6月 - 創刊50周年。朝刊24万部、夕刊5万部に（県内世帯普及率89.34%）
- 1997年10月 - 『さらら』をタブロイドサイズにて発行（0号は8月3日）
- 1998年12月 - 徳島市東沖洲（マリンピア沖洲）に「印刷センター」完成。最大40ページ、16面カラー体制に（毎時13万部の印刷能力）
- 1999年
  - 1月 - 朝刊25万部
  - 10月 新編集システム（整理記者組み版＝ELS）始動
  - 12月 紙齢2万号
- 2003年4月 - 編集システムを強化（処理能力が従来の5倍に）
- 2004年5月 - 創刊60周年記念企画 「移動編集局」スタート
- 2008年
  - 4月 - 新聞広告原稿を電子データでオンライン送入稿できるシステム（EDI）始動
  - 6月 - 編集システムを全面刷新
  - 10月 - 自動製版機（CTP）導入。フィルム製版から、レーザーによる版への直接描画システムに移行
- 2009年1月 - 全国に先駆け高画質画像（写真）のFMスクリーン技術を導入
- 2012年4月 - 一般社団法人に移行（朝刊25万部、夕刊5万部）県内世帯普及率 日本一の80.73%
- 2013年4月 - 株式会社徳新事業社に新聞印刷を委託開始
- 2014年1月 - 週刊『阿波っ子タイムズ』をタブロイド判にて創刊
- 2019年3月 - 徳島新聞電子版サービス開始
- 2020年4月 - 夕刊を廃止し、朝刊単独紙に移行。「時事柳壇」「藍がめ」「一枚の写真ものがたり」など夕刊に掲載されていた企画の大半を朝刊にて継続する[8]。startt（スタート）を第2・４木曜日に創刊
- 2024年9月6日 - 10月1日より月極め購読料を600円値上げし4,000円に、1部売り価格も30円値上げして180円に改定する事を朝刊社告で発表

## 紙面

### テレビ・ラジオ欄
徳島新聞のテレビ欄は他紙は違い、最終面ではなく中面に掲載（ただし夕刊では最終面に掲載されていた）。朝刊最終面には広告が掲載されている。地方紙で中面にテレビ欄を掲載している新聞は、他に静岡新聞・東京新聞・紀伊民報等の例がある。県外波が直接受信やケーブルテレビで視聴できる為、地方紙としては第1面に掲載されるテレビ局数はトップクラスであるが、隣県である高知県のテレビ局は一切掲載されていない。
徳島新聞での標記通りに記載（カッコ内はリモコンキーID）。
地上波テレビ欄
- フルサイズ：四国テレビ（1）、NHK Eテレ（徳島）（2）、NHKテレビ（徳島）（3）、MBSテレビ（4）、ABCテレビ（6）、カンテレ（8）
- ハーフサイズ：テレビ大阪（7）、サンテレビ（9[注釈 1]）、テレビ和歌山（5）、瀬戸内海放送（5）、RSKテレビ（6）、OHKテレビ（8）
- 1/4サイズ：NHK Eテレ・サブチャンネル放送、放送大学（BS231）、テレビ徳島（独自チャンネル。11 ※加入者のみ視聴可能）、読売テレビ（10）

※なお、地上デジタル放送への完全移行を見据え、読売テレビがフルサイズから1/4サイズに縮小され、西日本放送テレビは掲載されなくなった。テレビせとうちは紙面の都合上掲載されていない。
ラジオ欄
ラジオの番組表、芸能の話題も掲載されている。
- ハーフサイズ：NHK-FM（徳島）、FM徳島、NHK第1（徳島）、NHK第2（大阪）、四国、ABCラジオ、MBS、大阪

BSテレビ欄
民放系・独立系BS局の番組表、テレビの番組情報もこの面にあわせて掲載。
- ハーフサイズ：NHK BS（1）、NHK BSプレミアム4K（4K1）
- クォーターサイズ：BS日テレ（4）、BS朝日（5）、BS-TBS（6）、BSテレ東（7）、BSフジ（8）、BS10（10）、WOWOWプライム（9）、WOWOWライブ（9）、WOWOWシネマ（9）、BS10スター・チャンネル（10）、BS11 イレブン（11）、BS12 トゥエルビ（12）

### 漫画
- 中日新聞、西日本新聞などブロック紙3社連合の新聞に連載していた佃公彦の4コマ漫画（実際は3コマ漫画）「ほのぼの君」を掲載していたが、2007年3月8日付で作者がパーキンソン病で絵筆が握れなくなったことから、降板を申し入れて終了した（佃公彦は2010年に死去）。佃が少年時代を徳島県で過ごしたという縁もあり、時折インタビュー記事などが載ることもあった。
- 2007年7月1日からは後継作品としてさくらももこの「ちびまる子ちゃん」が連載開始（ブロック紙3社連合や神戸新聞、中国新聞、河北新報でも掲載）。同作品が4コマで新聞連載されるのは初のことである。連載当初は日曜・祝日のみカラーでそれ以外の日はモノクロで掲載されていたが、2008年4月1日以降は連日カラーで掲載されている。
- 2012年2月1日からは森栗丸の「おーい栗之助」が連載されていたが、2017年4月1日からは青沼貴子の「ねえ、ぴよちゃん」が掲載されている（ブロック紙3社連合や神戸新聞、中国新聞、河北新報、新潟日報、愛媛新聞でも掲載）。
- 2013年10月14日からは徳島市にスタジオを構えるアニメ制作会社ufotableが制作する「おへんろ。」が掲載開始。

## 徳島新聞社
『徳島新聞』は新聞社としては珍しく一般社団法人として法人格を有する団体「一般社団法人徳島新聞社」が発行している。社団法人化は第二次世界大戦中の1944年におこなわれ、終戦後も株式会社化されず、社団法人のままである。「公共の福祉を守る」「社会に先駆する」「文化の灯となる」「県民と共に行く」「まず自らを試す」 を信条としている。
2012年3月末までは公益法人（徳島県教育委員会所管）であったが、法人の定款や事業報告書など、公益法人として積極的に公開することが望ましいとされる情報 を自社のウェブサイトや「公益法人等情報公開共同サイト」には公開していなかった。過去には住民がこれらの書類の公開を徳島県教育委員会に求め行政訴訟となっている。同社の決算書等について「これらの情報を公開するときは、参加人の経営規模、財務体質その他事業運営に関する事項の詳細が明らかにする結果となって、参加人に不利益を与えることが明らかである」として非公開を認める判決が出ている（徳島地方裁判所平成4年11月27日判決、平成2年（行ウ）第10号）。
公益法人改革にともない2012年4月1日付で一般社団法人に移行した。移行時における残余財産約134億円については、公益目的のみに使うことが義務付けられており（徳島県教育委員会が監督指導）、公益目的支出計画により年間約2億4000万円が地域産業振興やスポーツ振興、文化振興、生活健康増進支援などの事業、公益財団法人徳島新聞社会文化事業団への寄附などに支出されている。
一般社団法人移行後、日刊紙の編集・制作を含め、各事業部門・間接部門を株式会社形態の子会社に分社化している（本項の#関連会社を参照）。当社の労働組合は分社化に反対している。

### 本社
- 徳島市中徳島町2丁目5-2 郵便番号770-8572
  - 四国放送と同住所であり「新聞放送会館」とも言われている。なお近接地の徳島ホールも「新聞放送会館・別館」といわれている。

### 支社
- 大阪支社：大阪市北区堂島浜2丁目
- 東京支社：東京都中央区銀座7丁目
- 高松支社：高松市中央町14-26-702

### 支局
- 鳴門支局：鳴門市撫養町南浜字東浜
- 松茂支局：板野郡松茂町笹木野
- 板野支局：板野郡板野町大寺字大向
- 小松島支局：小松島市小松島町新港
- 阿南支局：阿南市学原町烏帽子池
- 石井支局：名西郡石井町石井
- 阿波吉野川支局：吉野川市鴨島町西麻植
- 美馬支局：美馬市脇町拝原
- 三好支局：三好市池田町マチ
- 那賀支局：那賀郡那賀町土佐
- 海部支局：海部郡牟岐町中村

### 関連会社
- 株式会社徳島新聞社
  - 2023年11月29日設立。一般社団法人徳島新聞社から編集・総務部門を分社化し、社団法人の職員（記者など）を当社に出向させている。日刊紙『徳島新聞』、フリーペーパー、書籍等の制作やデジタルメディアによるコンテンツ事業を行う。2025年度以降の新規採用を分社化した関連会社のみで行い、関連会社で採用した社員の賃金水準を社団法人の75%に抑えるとの経営者側方針に対し、全徳島新聞労働組合は、職場に格差と分断を広げるものだとして、分社化に反対している[12]。
- 株式会社徳島新聞メディア
  - 2015年4月1日設立。一般社団法人徳島新聞社から制作・デジタル・情報処理部門を分社化し、社団法人の職員を当社に出向させている。『徳島新聞』の紙面編集・画像加工処理・デザインなどの制作、写真動画撮影、デジタル版の運用・取材執筆、新聞制作システムの運用・保守・開発など総合情報処理の業務を行う。
- 株式会社徳島新聞印刷
  - 2012年4月1日に一般社団法人徳島新聞社から印刷部門を分社化し、株式会社徳新事業社として設立。2021年4月1日、現在の社名に変更。『徳島新聞』のほか、フリーペーパーや委託された新聞等の印刷を行う。2019年に北島町高房に印刷センターを新設。徳島市東沖洲1丁目の旧印刷センターの土地・建物は徳島県に寄付され、改修工事を経て、2023年9月17日に徳島県立東部防災館おきのすインドアパークとしてオープンした（徳島新聞グループは同施設の指定管理者にはなっていない）。
- 徳島新聞販売株式会社
  - 沿革 によると、当時新聞社は戦時統制による新聞共同販売体制が崩壊し、それぞれの新聞社ごとに独自の新聞販売店を構えるようになり、1953年3月1日に新聞販売店の専売制が確立されるようになったのに伴い、徳島新聞販売店協組加盟の徳島市とその周辺の5か所（徳島、福島、河内、勝瑞、藍住北）の専売所について、分社・子会社化した「株式会社徳島新聞販売所」として運営を委託、2015年7月に現在の社名に改めている。
- 株式会社徳島新聞ネクスト
  - 2016年10月1日に設立。一般社団法人徳島新聞社から広告営業門を分社化し設立。『徳島新聞』に掲載する広告の営業・企画・制作のほか、ラジオ・テレビコマーシャルの企画立案・制作、チラシや企業パンフレット、ポスター、ダイレクトメールなど印刷物の企画・制作、インターネット広告の制作・運用、イベントの企画・運営など広告代理業務を行う。
- 株式会社アイデル
  - イベント会場の設営、広告看板の制作などを行う。
- 株式会社エアトラベル徳島
  - 旅行業（旅行代理店）のほか、徳島阿波おどり空港における地上支援業務（旅客サービス業務、グランドハンドリング業務）を日本航空から受託。
- 株式会社徳島航空サービス
  - 徳島阿波おどり空港における空港旅客サービス・運航支援業務を全日本空輸より受託。
- 株式会社スタッフクリエイト
  - 人材派遣、職業紹介事業を行う。
- 公益財団法人徳島新聞社会文化事業団
  - 文化・芸術・スポーツ活動への助成、奨学金給付、起業初期の県内中小企業 ・小規模事業者への支援金給付など、公益事業を行う。

### 関係会社・団体
- 徳島トラフィックサービス株式会社
- 株式会社メディコム
- 四国放送株式会社 - 徳島新聞社が普通株式の13.36%、徳島新聞メディアが同3.12%を所有しており（合計で16.48%の議決権）、徳島新聞社理事会長が取締役、同理事社長が監査役に就いている[13]。
- メディアエルワ - 当社と株式会社高知新聞企業から構成される企業体。阿波市の交流防災拠点施設アエルワの指定管理業務を同市より受託している。
- 阿波おどり会館・眉山ロープウエイ運営共同事業体 - 当社と当社の関連会社であるエアトラベル徳島から構成される企業体。徳島市の阿波おどり会館及び眉山ロープウェイの指定管理業務を同市より受託していた（2018年4月～2023年3月）。
- 夢・コスモホール運営共同事業体 - 当社と当社の関連会社であるスタッフクリエイト及び阿南市のイベント企画・運営会社マザーアースエンタテインメントから構成される企業体。阿南市の阿南市文化会館「夢ホール」及び阿南市情報文化センター「コスモホール」の指定管理業務を同市より受託している。
- はあと吉野川 - 当社、四国放送の関連会社であるハッピー、及び吉野川市を拠点とするビル管理会社である阿部商事からなる企業体。吉野川市の日本フネン市民プラザ及びヨコタ上桜スポーツグラウンドの運営を指定管理者として同市から受託している。

## 備考
- 徳島県では他県に比べて全国紙の普及率が極端に低くなっており「保守的な徳島の象徴」と揶揄される事も少なくない。
- ジェンダーフリーを全面的に支持している。（2003年6月30日社説）高速道路建設・道路特定財源見直しには一貫して反対していた。「青少年の保護」を理由とする表現規制に肯定的である（2006年1月18日社説）。
- 徳島県は真言宗信者が多く、また地元出身の瀬戸内寂聴の影響も大きい。よって国内宗教が関連する記事は、仏教寄りの内容が多く、瀬戸内の執筆記事や特集が多い。他宗教に関してはキリスト教カトリック教会の現ローマ教皇の発言を、取り挙げることも稀にある。